# Donji Marinkovac
Donji Marinkovac es una localidad de Croacia en el municipio de Dubrava, condado de Zagreb.

## Geografía
Se encuentra a una altitud de 119 m s. n. m. a 61,6 km de la capital nacional, Zagreb.

## Demografía
En el censo 2011, el total de población de la localidad fue de 95 habitantes.
Según una estimación, en 2013 contaba con una población de 94 habitantes.